# Йонг, Эрика
Эрика Йонг (вар. — Джонг, Жонг, англ. Erica Jong, урождённая Манн, англ. Mann; род. 26 марта 1942, Нью-Йорк) — американская писательница. Почётный доктор колледжа Стейтен Айленд (CSI) CUNY.

## Биография
Родилась в еврейской семье.
Окончила Барнард-колледж (1963, бакалавр английского языка) и получила степень магистра искусств по английской литературе 18 века в Колумбийском университете (1965).
Её первый же роман «Я не боюсь летать (страх, (вар. — боязнь) полета)» («Fear of Flying», 1973) стал бестселлером и принёс ей известность.
Три последующих её произведения: «Как спасти свою жизнь», «Парашюты и поцелуи» и «Блюз каждой женщины».
В книге «Серениссима: Роман о Венеции» (Serenissima: A Novel of Venice, 1987) Э. Джонг представляет деконструкцию комедии У. Шекспира «Венецианский купец».
Четырежды была замужем, настоящая фамилия — от второго супруга. От третьего брака есть дочь Молли (1978 г. р.), писательница.
Лауреат итальянской литературной премии им. З. Фрейда (1975), первый лауреат итальянской премии Фернанды Пивано (2009).
В 2006 году журнал «Playboy» в своей версии двадцати пяти самых сексуальных романов в истории человечества поставил «Я не боюсь летать» Эрики Йонг на 13 место.
Эрика Йонг поддерживает права представителей ЛГБТ и легализацию однополых браков.